# 오정위
오정위(吳挺緯:1616~1692)는 조선의 문신이다. 자는 군서(君瑞) ·서장(瑞章), 호는 동사(東沙)이다. 본관은 동복(同福)이며 아버지는 관찰사 오단(吳端)이며, 어머니는 이조판서 심액(沈詻)의 딸 정경부인 청송심씨이다. 여동생은 인평대군의 정부인인 복천부부인 오씨다. 당숙 전(竱)에게 입양되었다. 오정위는 예조판서를 지냈으며, 부인 초취는 정경부인 함양박씨이고, 계취는 정경부인 김해김씨이다.

## 생애
오정위는 일찍이 진사가 된 뒤 1645년(인조 23) 별시문과에 병과로 급제, 1652년(효종 3) 부교리(副校理)·수찬(修撰)을 지내고, 1659년 승지를 역임하였다. 1664년(현종 5) 예조참의가 되었으며 그뒤 충청도관찰사를 지냈는 바, 이 때 공주의 옛성을 개축하고 두 곳에 절을 세워 성을 지키게 하는 등 크게 치적을 올렸다.
그 뒤 양주목사·경기도관찰사 등을 거쳐, 1672년 호조·형조·공조의 판서를 지냈다. 숙종 초에 서인 송시열(宋時烈)에 대한 처벌문제로 남인이 온건파와 강경파로 분열될 때 청남(淸南)에 속하여 강경론을 지지하였다. 1677년(숙종 3) 동지사로 청나라에 다녀와서 예조판서를 거쳐 우참찬(右參贊)에 이르렀다. 1680년 경신대출척(庚申大黜陟)으로 무안(務安)에 유배되었다가 다시 삭주(朔州) ·보성(寶城)에 이배(移配)되었다. 1689년 기사환국(己巳換局)으로 풀려나와 다시 공조판서에 기용되었다가 기로소(耆老所)에 들어갔다.

## 가족
- 고조부-오극권(증 이조판서)
- 고조모-정부인 당진장씨(부:장린-정랑, 조부:장처지-평시령)
  - 증조부-오세현(증 영의정)
  - 증조모-정경부인 창녕성씨(부:성근-참봉, 조부:성세후-사성, 증조:성충달-현령)
    - 조부-오억령(병조참판·부판윤·대사헌·형조판서·우참찬·개성유수)
    - 조모-정부인 남원양씨(부:양운-이조판서,조부:양언광, 증조부:양동-부학, 외조부:조익수-현령)
      - 부-오전(증 좌찬성)
      - 모-정경부인 진주유씨(부:유근-진원부원군,조부:유광문, 증조:유윤, 외조:송억수)
        - 본인-오정위(예조판서)
        - 부인-정경부인 함양박씨(부:박유공-도사, 조부:박지술-부사, 증조:박대립-찬성, 외조:권희-판서)
        - 부인-정경부인 김해김씨(부:김수검-현감, 조부:김예직-통제사, 증조:김희철-군수, 외조:이청무-현령)
          - 자-오시만(문과장원급제, 대사간)
          - 부-숙부인 청주한씨(부:한두상-판관, 조부:한이성-생원, 증조부:한회일-좌윤, 외조부;조계원-판서)

## 참고 문헌
- 효종실록(孝宗實錄)
- 현종실록(顯宗實錄)
- 숙종실록(肅宗實錄)
- 국조인물고(國朝人物考)
- 국조방목(國朝榜目)
- 동명집(東溟集)
- 동복오씨족보